# Дудкин, Пётр Иванович
Пётр Ива́нович Ду́дкин (4 января 1910, село Нохтуйск, Якутская область — 1973, Якутск) — начальник производственно-технического управления связи Якутской АССР Министерства связи СССР (1946—1951; 1955—1973); Герой Социалистического труда (1971).

## Биография
Родился в семье почтового работника. Русский. С 1923 года работал на якутском телеграфе рабочим, рассыльным, разносчиком газет, морзистом телеграфа. С 1928 года — заведующий, затем начальник Верхневилюйского и Олекминского районных отделений связи, с 1933 года — директор Якутского центрального телеграфа. С января 1939 года — первый директор Якутского техникума связи, с 1941 — заместитель начальника Якутского управления связи.
В 1943—1946 годы — в рядах Красной армии, с апреля 1944 — на фронте, парторг 1097-го стрелкового полка 326-й стрелковой дивизии (2-я ударная армия); войну окончил в звании полковника.
В 1946—1951 годы — начальник управления связи Якутской АССР, в 1951—1955 — заместитель Председателя Совета Министров Якутской АССР. С 1955 года до конца жизни — начальник управления связи Якутской АССР; занимался развитием и совершенствованием средств электросвязи, укреплением материально-технической базы почты, радиоузлов, АТС и телерадиоцентра.
С 1947 года избирался депутатом Верховного Совета Якутской АССР (со 2-го по 8-й созывы, с 1963 года — заместитель председателя Президиума); членом обкома КПСС.

## Награды
- орден Отечественной войны 2-й степени (27.2.1944)[4]
- Заслуженный работник связи Якутской АССР (1964)
- Заслуженный работник народного хозяйства Якутской АССР (1965)
- орден Ленина (1966)
- медаль Серп и Молот Героя Социалистического труда и орден Ленина (4.5.1971)
- два ордена «Знак Почёта»
- медали[2][3].

## Память
В 2005 году на здании ОАО «СахаТелеком» в Якутске (ул. Курашова, дом 22) установлена мемориальная доска П. И. Дудкину (скульптор Егор Оготоев).
Бюсты П. И. Дудкина установлены в Олёкминске (август 2010) и в Якутске (ноябрь 2010).
В 2010 году Почтой России выпущен маркированный конверт с портретом П. И. Дудкина.
Имя П. И. Дудкина носят:
- Якутский колледж телекоммуникаций, связи и информационных технологий (с 2010)[5],
- улица в Олёкминске[3].

В 2011 году для студентов Якутского колледжа связи и энергетики имени П. И. Дудкина, проявивших особые способности в профессиональном обучении, учреждены две ежегодные единовременные стипендии имени Героя Социалистического Труда Петра Ивановича Дудкина по 20 000 рублей каждая.
В 2015 году учреждена Государственная премия Республики Саха (Якутия) им. П. И. Дудкина в области связи и информационных технологий — за достижения в деле развития отрасли связи.